# Coffer Island
Coffer Island (englisch, spanisch Isla Cofre) ist eine kleine Insel im Archipel der Südlichen Orkneyinseln. In der Gruppe der Robertson-Inseln liegt sie in der Einfahrt einer Bucht auf der Ostseite der Matthews-Insel.
In Kartenmaterial des norwegischen Walfängerkapitäns Petter Sørlle, das anhand von Vermessungen zwischen 1912 und 1915 entstand, ist die Insel als Koffer Island, Kolter Island und Kotter Island verzeichnet. Die heute geläufige anglisierte Form wurde von Teilnehmern der britischen Discovery Investigations etabliert, welche die Robertson-Inseln 1933 kartierten. Namensgebend ist offenbar die Kuff (norwegisch Koff), ein bevorzugt im 18. und 19. Jahrhundert zur Küstenschifffahrt eingesetzter Schiffstyp.